# Spring Lake (Floryda)
Spring Lake – jednostka osadnicza w Stanach Zjednoczonych, w stanie Floryda, w hrabstwie Hernando.